# 国鉄三大ミステリー事件
|  |

|  |

|  |

|  |

|  |

|  |

国鉄三大ミステリー事件（こくてつさんだいミステリーじけん）とは、連合国軍占領下の日本において1949年（昭和24年）の夏に相次いで発生した、日本国有鉄道にまつわる真相に謎が残る三つの事件の通称。

## 三大事件
以下の三つの事件のことをいう
。
| 下山事件 | 1949年7月6日  | 常磐線北千住 - 綾瀬駅間   | 5日朝、国鉄総裁下山定則が出勤途中に失踪し、翌6日未明に轢死体となって発見された。 |
| 三鷹事件 | 1949年7月15日 | 中央本線三鷹駅            | 無人列車が暴走し脱線。死者6人、負傷者20人を出した。                              |
| 松川事件 | 1949年8月17日 | 東北本線松川 - 金谷川駅間 | 故意にレールが外され列車が脱線。死者3人を出した。                                |

他にも当時の国鉄では松川事件と類似した列車脱線事件として以下の事件が発生した。いずれも未解決。
| 庭坂事件         | 1948年4月27日 | 奥羽線赤岩 - 庭坂間       | 死者3人   |
| 予讃線事件       | 1949年5月9日  | 予讃線浅海 - 伊予北条駅間 | 死者3人   |
| まりも号脱線事件 | 1951年5月17日 | 根室本線新得 - 落合駅間   | 軽傷者1人 |

## 背景
1949年（昭和24年）、中国大陸では国共内戦における中国共産党軍の勝利が決定的となり、朝鮮半島でも北緯38度線を境に李承晩政権と金日成政権が一触即発の緊張下で対峙していた。このような国際情勢の中、戦後日本占領を行うアメリカ軍やイギリス軍を中心とした連合国軍は、対日政策をそれまでの民主化から反共の防波堤として位置付ける方向へ転換した（逆コース）。
まずはハイパーインフレーションにあえぐ日本経済の立て直しを急ぎ、いわゆるドッジ・ラインに基づく緊縮財政策を実施する。同年6月1日には行政機関職員定員法を施行し、全公務員で約28万人、同日発足した日本国有鉄道（国鉄）に対しては約10万人近い空前絶後の人員整理を迫った。
同年1月23日に実施された戦後3回目の第24回衆議院議員総選挙では、吉田茂の民主自由党が単独過半数264議席を獲得するも、日本共産党も4議席から35議席へと躍進。共産党系の全日本産業別労働組合会議（産別会議）や国鉄労働組合も、その余勢を駆って人員整理に対し頑強な抵抗を示唆、吉田内閣の打倒と人民政府樹立を公然と叫び、世情は騒然とした。
このような状況の中、下山国鉄総裁は人員整理の当事者として労組との交渉の矢面に立ち、事件前日の7月4日には、3万人の従業員に対して第一次整理通告（＝解雇通告）が行われた。

## 捜査と裁判
国鉄が人員整理を起こそうとしていたことから、人員整理に反対する国鉄労組による犯行という観点から捜査が進められた。
下山事件では下山総裁が自殺なのか他殺なのかが争点になった。死体が生体轢断（自殺の根拠）か死後轢断（他殺の根拠）かで大きな争点となった。捜査一課は自殺説を主張、警視庁捜査二課が他殺説を主張した。最終的には他殺説及び自殺説について公式の捜査結果を発表することなく捜査を打ち切った。
三鷹事件では国鉄労働組合員11人が起訴された。裁判では10人の共産党員に無罪判決が出て1人の非共産党員に死刑判決が確定した。
松川事件では国鉄労働組合員10人と東芝松川工場（現・北芝電機）労働組合員10人の計20人が起訴された。裁判ではアリバイが成立して全員の無罪判決が確定した。
これらの三事件では、「GHQが事件を起こし国鉄労組や共産党に罪をなすりつけて、人員整理をしやすくした」とする陰謀論が存在する。1人の有罪が確定した三鷹事件もアリバイの存在や供述の変遷などから、冤罪疑惑が指摘されており、獄死した元死刑囚の家族により再審申し立てがされている。